# 人民激進黨
人民激进党（塞爾維亞語：Народна радикална странка / Narodna radikalna stranka，HPC/NRS），是塞尔维亚王國，及塞爾維亞人、克羅埃西亞人和斯洛維尼亞人王國（南斯拉夫王國）的一个政党。人民激進黨於1881年1月8日成立。1945年，南斯拉夫社會主義聯邦共和國成立後，人民激進黨遭到解散。
該黨的創立與尼古拉·帕希奇及斯維託扎爾·馬爾科維奇在蘇黎世的追隨者有關。這些團體的領導者們提出一项政治纲领主張：
- 宪法变更
- 出版自由和开放政治
- 司法独立
- 教育改革
- 加强地方自治

人民激进党的第一次重大集会是在1882年7月的克拉古耶瓦茨。 在會議中，受法国激进主义的鼓舞，尼古拉·帕希奇当选为總裁。激进党有自己的日报自治報（Samouprava），攻擊执政的君主制政府，要求民主、公共自由與官僚體制的改革。激进派领导人，大多数是受过瑞士和法国教育，如尼古拉‧帕希奇等；以及其他部分能動員農民及中產階級的城市精英份子，如斯托揚·普羅蒂奇等。人民激进黨吸引许多重要的知识分子、外交家和大学教授，如米洛萬·米洛瓦諾維奇等。
1883年9月，塞尔维亚东部的蒂莫克爆发叛亂，而塞尔维亚国王米兰一世命令军队没收农民的武器。國王指责人民激進黨鼓勵农民拒绝放下武器。叛乱在十天内平息。除了帕希奇和其他一些人逃到保加利亚公国之外，人民激進党的领导成员事件中被捕。被逮捕的人民激進黨人多遭到處死。然而，一段时间過后，1887年，一部分獲得大赦的人民激進黨人同意加入米蘭一世的政府。
人民激进党對1888年塞尔维亚宪法居功厥偉；该宪法達成人民激進黨政治綱領多數要求，确立了君主立憲制。議會政治獲得實現，個人權利、公民自由及地方自治政府也一個接一個受到保障。1889年以后，人民激进黨以接近八成的普选票獲得執政。人民激进黨堅定主張統一巴尔干半岛所有塞尔维亚人的居住地區，高舉「從巴尔干人到巴尔干國家」的口号。在外交策略上，强烈反奧，亲俄或亲法，支持法俄同盟與三国协约。
1901年，与王室达成妥协之后，人民激进党内的青年派组建了持不同意見的派系。在1905年，青年派與帕希奇的調和失敗後，組建了由斯托揚諾維奇和達維多維奇领导的獨立激進黨。独立激进党僅在1905年和1906年執政。第一次世界大战后，独立激进黨转变为共和民主党。
1903年五月政变後，卡拉乔杰维奇王朝重返塞尔维亚。彼得一世當選塞爾維亞新任國王，建立了一个一院制的国民议会。1903年新宪法輕微修訂1894年被亞歷山大一世廢除的1888年宪法。塞尔维亚再度成为君主立宪制國家。1903年新政府成立後，帕希奇率領人民激进黨组閣，开始對国家重要的改革。
人民激進黨政府领导塞尔维亚王国走过了黄金时代（1903-1914） ，及第一次世界大战。1917年，尼古拉·帕希奇與南斯拉夫委员会签署《科孚宣言》，試圖建立一個南斯拉夫人的国家。第一次世界大战结束后，斯洛維尼亞人、克羅埃西亞人和塞爾維亞人國由克罗埃西亚议会等組織從原先屬於奥匈帝国的土地獨立出來。然而，亚历山大親王引用《科孚宣言》，宣布成立塞爾維亞人、克羅埃西亞人和斯洛維尼亞人王國。克羅埃西亞議會先是投票將自己併入斯洛維尼亞人、克羅埃西亞人和塞爾維亞人國的國民議會。斯洛維尼亞人、克羅埃西亞人和塞爾維亞人國的國民議會再與塞尔维亚王国合并。
儘管名义上是多民族国家，但1918年至1928年年間，王国的首相都是塞尔维亚人。人民激进党在10年間執政8個年頭。在国民议会中，过时的选举规则和南斯拉夫警察的行動都有利于人民激进党對抗反对者。 舉例來說，在1923年选举中，人民激進黨党获得了王国內四分之一的选票，但因1910年的人口普查结果赋予塞尔维亚更多的代表席次，人民激进党囊括议会三分之一的席位。
在1926年帕希奇死後，阿列克薩·斯塔諾耶維奇成為人民激進黨的總裁。 1929年，國王亞歷山大一世取締包含人民激進黨在內的政黨，開始個人獨裁統治。人民激進黨一部分的成員加入亞歷山大的政府，而斯塔諾耶維奇則反對王室的獨裁，並呼籲回歸議會民主及地方自治。